# Куликов, Григорий Степанович
Георгий Степанович Куликов (25 марта 1901 Санкт-Петербург, Российская империя — 4 января 1978 Москва, СССР) — советский военачальник, генерал-лейтенант артиллерии (03.08.1953). Участник Великой Отечественной войны.

## Биография
Родился 25 марта 1903 года в Санкт-Петербурге. 
С 1921 года в рядах РККА. 9 июля 1941 года ушёл на фронт Великой Отечественной войны, воевал на Западном, Калининском, 2-м Прибалтийском и Ленинградском фронтах.
24 января 1943 года Указом Президиума Верховного Совета СССР, подполковник, заместитель командира артиллерии 359-й стрелковой дивизии 30-й армии Куликов Г. С. был награждён Орденом Красной Звезды.
Командовал 6-й гвардейской артиллерийской Рижской дивизии прорыва Резерва Главного Командования. С 1943 года член ВКП(б)/КПСС. 1 июля 1944 года повышен в звании до генерал-майора артиллерии. 
Умер 4 января 1978 года, похоронен на Кунцевском кладбище в Москве.

## Награды
- Орден Ленина;
- три Орден Красного Знамени (09.06.1945)[2];
- Орден Суворова II степени;
- Орден Красной Звезды;
- Медаль «За победу над Германией в Великой Отечественной войне 1941—1945 гг.»;
- Медаль За оборону Москвы;
- Орден Кутузова II степени;
- Орден Александра Невского.